# Società Sportiva Dilettantistica Massese
Maillots
La Società Sportiva Dilettantistica Massese Calcio, plus connue comme Massese, ancienne, US Massese 1919, est un club italien de football. Il est basé à Massa dans la province de Massa et Carrare.

## Historique
C'est le 15 février 1914 que se joua le premier match à Massa. La Società Sportiva Forza e Coraggio rencontra le Sporting Club di Querceta. La première victoire vint 15 jours après face à la “Giuseppe Cei” de Pietrasanta.
Le 29 mars 1915 la Società Sportiva Forzae Coraggio devint le Massa Football Club. Mais devant le nombre de joueurs trop important, le club se scinda en deux : la S.S. Pro Massa et la U.S. Massese.
Le premier derby d'une histoire qui en est riche eut lieu le 5 avril 1915 quand la S.S. Pro Massa affronta la Polisportiva Carrarese. L'histoire retiendra que malgré le score nul et vierge, le public fut extrêmement nombreux et turbulent. Depuis toujours la rivalité entre Massa et Carrare était vive, et la confrontation sportive accentua l'animosité.
Après la Première Guerre mondiale fut créé la S.S. Juventus Massa aux couleurs vertes et blanches. Elle fut radiée en 1926 pour des débordements de son turbulent public lors d'un match contre Pietrasanta.
Le pouvoir fasciste favorisa la création de la S.S. Angelo Belloni, du nom d'un ancien arrière latéral mort en Libye sous les drapeaux. Après une brillante carrière qui débuta par deux promotions consécutives, l'histoire se répéta.  En 1935, le club fut radié une nouvelle fois après un match homérique contre Sienne. Ses supporteurs, mécontents de l'arbitrage, interrompirent le match pour courir sus à l'arbitre. 
En 1942 fut fondée l’Unione Sportiva Fascista Massese “Paolo Lorenzo Paladini”. Les couleurs étaient à l'origine le vert et blanc, mais la société Bigotti Archimede ne les ayant pas, elle utilisa le gris-bleu. 
Pour cause de guerre, le club périclita et c'est en 1945 que fut créée l' “Unione Sportiva Massese Juventus 1919” en hommage à la S.S. Juventus Massa fondée en 1919. L'amitié entre un des fondateurs du club et du président de la Juventus déboucha sur la fourniture de matériel sportif venant du Piémont. Depuis la Massese joue en Blanc et noir, comme la grande Juventus. 
Lors de la saison 1946/47 l'équipe manque de peu la promotion en Serie B. Considérée comme la meilleure Massese de tous les temps, elle perdit ses joueurs pour des clubs de Serie A, se condamnant ainsi à 20 ans d'anonymat. En 1964/65 l'équipe retourne en Serie C, où elle restera jusqu'à la promotion historique en Serie B en 1969. 
Malheureusement, le club ne réussit jamais à revenir à ce niveau, après une relégation due à l'inexpérience du club.
Le club joue depuis 2005/2006 en Serie C1 après avoir connu trois montées successives : Serie D, Serie C2 pour arriver en Serie C1.
Le challenge a été possible grâce à un entraineur, Paolo Indiani, parti lors de la dernière montée entrainer le club plus prestigieux de l'AS Lucchese-Libertas.
Les dirigeants de ce tour de force ont quitté le club à la fin de la saison 2006/2007, estimant que le maintien sans passer par les play off était le résultat sportif le plus élevé atteignable pour leurs faibles moyens d'entrepreneurs locaux. Giorgio Turba et Domenico Francini ont donc cédé en juillet 2007 leurs parts à deux associés, Salvatore Righi et Nicola Ferrara. 
Arrivés avec l'entraineur à forte personnalité Eziolino Capuano, le binôme n'a duré que quelques jours avant que  Righi ne claque la porte et laisse son associé avec un club vidé de son équipe.
Depuis, le club a recruté de nombreux très jeunes joueurs, principalement des formations junior de clubs plus huppés comme Empoli ou Udinese.
En 2009-10, le club évolue en excellence régional.

## Joueurs célèbres passés par la Massese
- Gianluca Pessotto durant la saison 91/92 (22 apparitions et un but)